# Trittolemo (Sofocle)
Trittolemo (greco antico:Τριπτόλεμος) è una tragedia (oggi perduta) scritta da Sofocle e rappresentata per la prima volta nel 468 a.C.. Secondo la tradizione, proprio sconfiggendo Eschilo, Sofocle riportò la prima vittoria negli agoni drammatici nel 468 a.C., con una trilogia che comprendeva il Trittolemo; in quell'occasione a giudicare i poeti fu un eccezionale collegio di giudici, composto dai dieci strateghi.

## Trama
La tragedia, probabilmente, ricalcava il racconto dell'inno omerico a Demetra, narrando come, nelle sue peregrinazioni, la dea capitasse ad Eleusi e cercasse di rendere immortale il figlio del re Celeo.

Riguardo alla trama, tuttavia, l'unica cosa che i venti frammenti ancora esistenti dell'opera permettono di stabilire è che conteneva la descrizione del viaggio di Trittolemo su un carro volante trainato da serpenti, per portare agli uomini il dono del grano offerto a Trittolemo da Demetra, che compariva in scena.

Notevole, già in questa prima opera sofoclea, comunque, il ricorso ad un inno omerico, per noi attestato in forma più ampia nel dramma satiresco I cercatori di tracce e che conferma per Sofocle l'appellativo di "omericissimo" datogli dagli antichi.